# France Mekina
France Mekina-Borut, slovenski komunist, partizan, častnik in prvoborec, * ?, Rakek, † ?, Rakek.
Polkovnik JLA Mekina je deloval v SKOJu že od maja 1941. 13. marca 1942 je postal partizan v Rakovški četi.
Med vojno se je boril v sestavi Notranjskem in Šercerjevem odredu ter v Ljubljanski in Tomšičevi brigadi, kjer je bil ob osvoboditvi obveščevalni častnik.
Po vojni je ostal v JA, poznejši JLA.

## Odlikovanja
- značka Rakovške čete
- spominska medalja Notranjskega odreda (podeljen 4. julija 1985)
- spominska medalja Šercerjeve brigade 1942-1982
- spominska medalja Šercerjeve brigade 1942-1987
- spominski znak slovenskih partizanskih kurirjev
- spominska medalja Tomšičeve brigade
- partizanska spomenica 1941 (št. 13.656)
- red zaslug za ljudstvo II. stopnje (št. 1584, podeljen 24. februarja 1946)
- red za hrabrost, (št. 41.073, podeljen 30. aprila 1946)
- red partizanske zvezde III. stopnje (št. 11.572, podeljen 1. avgusta 1947)
- red ljudske armade III. stopnje (podeljen 7. aprila 1958)
- red bratstva in enotnosti s srebrnim vencem (podeljen 12. decembra 1961)
- red za vojaške zasluge z zlatimi meči (podeljen 22. decembra 1965)
- red ljudske armade z zlato zvezdo (podeljen 22. decembra 1971)
- red republike s srebrnim vencem
- spominska medalja 10 let JLA 1941-51
- spominska medalja 20 let JLA 1941-61
- spominska medalja 30 let JLA 1941-71
- plaketa 1. slovenske partizanske udarne brigade Toneta Tomšiča
- srebrna plaketa Zveze združenj borcev NOV
- zlata plaketa Zveze rezervnih vojaških starešin